# Xã Sisson, Quận Howell, Missouri
Xã Sisson (tiếng Anh: Sisson Township) là một xã thuộc quận Howell, tiểu bang Missouri, Hoa Kỳ. Năm 2010, dân số của xã này là 1.516 người.